# James Mills (Unternehmer)

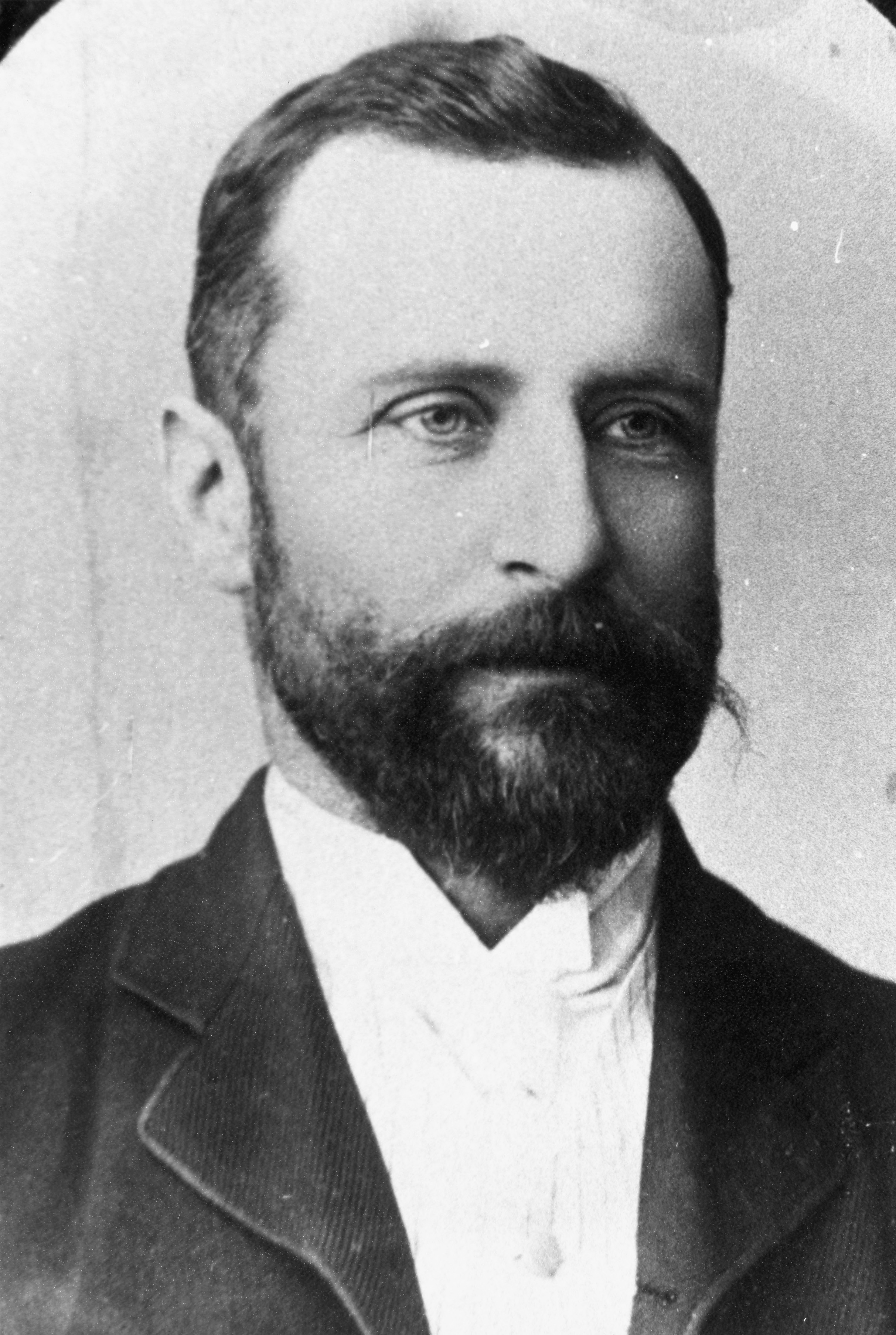
James Mills um 1887

James Mills (* 30. Juli 1847 in Wellington; † 23. Januar 1936 in London) war ein bekannter neuseeländischer Geschäftsmann und Politiker.

## Leben

### Privatleben
Mills wurde 1847 in Wellington als dritter Sohn des Tischlers William Mills und seiner Frau Catherine Miller geboren. 1847 trat sein Vater in Port Chalmers in den Zolldienst und arbeitete als Landing Waiter. Sechs Jahre später wurde der Vater in Dunedin zum Zolleintreiber (Customs Collector) ernannt. Die Familie wird als gläubig und wohlhabend beschrieben.
James Mills, mit Spitznamen Little Jimmy genannt besuchte die Schule von Mrs. Johnston, die J. G. S. Grant's Dunedin Academy und die Alexander Livingstone's High School.
Am 7. November 1871 heiratete er in Dunedin Annabella, die Tochter von William Langlands, einem einflussreichen Siedler und verbesserte dadurch seinen sozialen Status. Mit ihr hatte er drei Töchter. Im Dezember 1886 ließ er sich scheiden und heiratete am 20. März 1888 in Dunedin Sadie Gertrude Fosbery, mit der er zwei Söhne (von denen der älteste als Kind starb) und eine weitere Tochter hatte.
1906 verkaufte er seine Anwesen in Dunedin (Mount Lodge) und im südlichen Canterbury (Pentland Hills). Er reiste nach London, auch um seinen zwei jüngsten Kindern eine gute Bildung zu sichern. 1907 wurde er britischer Staatsbürger. Danach lebte er von seinem Vermögen und beschäftigte sich viel mit Golf, Skifahren, Reisen und Automobilen.

### Geschäftsmann
Er begann nach der Schule ein Jahr bei Macandrew and Company, ab 1862 arbeitete er als Angestellter bei der Harbour Steam Company von Johnny Jones. Mills arbeitete sich vom Verkäufer in Johns’ Laden in Waikouaiti über einen Angestelltenposten auf einer Farm 1866 bis zum Manager des Warenhauses Universal Bond und 1868 zum Manager der Harbour Steam Company hoch. Er erwarb einige Anteile dieses Unternehmens. Als Johnes 1968 starb, wurde Mills zum Verwalter des Großteils seines Vermögens. Johnes hatte in seinem Testament die Veräußerung seiner Dampfer verfügt. Mills gelang es, diesen Verkauf in den Jahren 1869 bis 1871 hinauszuzögern, bis er die verkauften Schiffe durch solche ersetzen konnte, die ihm gehörten oder an denen er zumindest größere Anteile hatte.
1874 versuchte Mills für £100.000 eine Damfschiffreederei zu gründen. In Neuseeland fanden sich jedoch nicht genug Kapitalgeber, daher reiste er im Folgejahr nach Großbritannien und lernte zufällig den Schiffsbauer Peter Denny aus dem schottischen Dumbarton kennen und konnte dessen finanzielle Unterstützung für das Projekt einer Übernahme des Schiffsverkehrs zwischen Dunedin und Onehunga gewinnen. Dazu sollte Denny zwei moderne Dampfschiffe, die „Hawea“ und die „Taupo“ liefern.
In den Folgejahren lieferte Denny weitere moderne Dampfschiffe und Mill's Union Steam Ship Company konnte sich etablieren. In den 1880ern kaufte Mills die Schifffahrtslinien nach Westport und Greymouth auf. Danach konnte er den dortigen Bergwerken die Preise und Einkaufsbedingungen für Kohle diktieren. Mit der Macht über die als Schiffsbrennstoff unentbehrliche Kohle drängte Mills weitere Konkurrenten aus dem Markt.
Die von Mills gegründete Union Steam Ship Company entwickelte sich zum Quasi-Monopolisten für die Schiffsverbindungen nach Australien und die Küstenschifffahrt und betrieb eine Fährverbindung zwischen Nord- und Südinsel. Auch das erste bedeutende Luftverkehrsunternehmen Neuseelands ging auf dieses Unternehmen zurück. 1917 verkaufte Mills die Gesellschaft an die britische P&O Line.
Mills’ Ansatz der Unternehmensführung beruht im Gegensatz zu den kleinen Familienunternehmen seiner Zeit auf einem hierarchisch gegliederten Management, in dem die Einzelpersonen ersetzbar waren und auf der Beschränkung des freien Wettbewerbs durch Monopolbildung. Damit machte er die Union Steam Ship Company 1914 mit 75 Schiffen (die ist mehr als die vier größten australische Reeder zusammen an Schiffen hatten) zur größten Reederei der Südhalbkugel. Sein Unternehmen war zeitweise der größte private Arbeitgeber des Landes.

### Politiker
Mills vertrat in den letzten 2 Monaten des Jahres 1870 und erneut von Juni 1973 bis Juni 1875 Waikouaiti im Otago Provincial Council.
Mills zog über die Nachwahl im Jahre 1887 als unabhängiger Kandidat für den Sitz von Port Chalmers in das 9. Neuseeländische Parlament ein. Bei den nächsten regulären Wahlen 1887 und 1890 wurde er wiedergewählt, November 1893 trat er aus dem Parlament zurück.
Er galt als schlechter Redner und sprach nur selten vor dem Parlament. Überhaupt hielt er es vor dem Hintergrund wechselnder Mehrheitsverhältnisse in der Regierung besser, wenn sich Geschäftsleute nicht zu sehr in die Parteipolitik engagierten. Insgeheim war er jedoch Mitglied der Liberal and Labour Federation of New Zealand und hatte großen Einfluss auf Joseph Ward.

## Mitgliedschaften
- ab 1872 Dunedin Club (Gründungsmitglied).
- Mitglied des Otago Harbour Board (Hafenverwaltung für Otago)
- Vorstandsmitglied der Westport Coal Company
- Vorstandsmitglied der National Insurance Company
- Vorstandsmitglied der Trustees, Executors and Agency Company.

## Ehrungen
Mills wurde 1907 als erster Neuseeländer zum Ritter geschlagen und 1909 Knight Commander des Order of St. Michael and St. George.
Der 2995 Meter hohe Mount Mills in der Dominion Range in der Antarktis ist nach ihm benannt.